# Mousson (Meurthe-et-Moselle)
Pour les articles homonymes, voir Mousson (homonymie).
Mousson est une commune française située dans le département de Meurthe-et-Moselle en région Grand Est.

## Géographie

### Localisation
Mousson est une butte isolée qui témoigne de l'histoire géologique de la vallée de la Moselle, appelée en géomorphologie « cuesta » et cuestas de Lorraine et qui domine la partie orientale de la ville de Pont-à-Mousson.
|                |         | Lesménils |
| Pont-à-Mousson | Mousson |           |
|                |         | Atton     |

### Sismicité
Commune située dans une zone 1 de sismicité très faible.

### Hydrographie et les eaux souterraines
Hydrogéologie et climatologie : Système d’information pour la gestion des eaux souterraines du bassin Rhin-Meuse :
Territoire communal : Occupation du sol (Corinne Land Cover); Cours d'eau (BD Carthage),
Géologie : Carte géologique; Coupes géologiques et techniques,
 Hydrogéologie : Masses d'eau souterraine; BD Lisa; Cartes piézométriques.
La commune est dans le bassin versant du Rhin au sein du bassin Rhin-Meuse. Elle est drainée par le ruisseau du Roquillon et le ruisseau Ravin du Rupt,,.

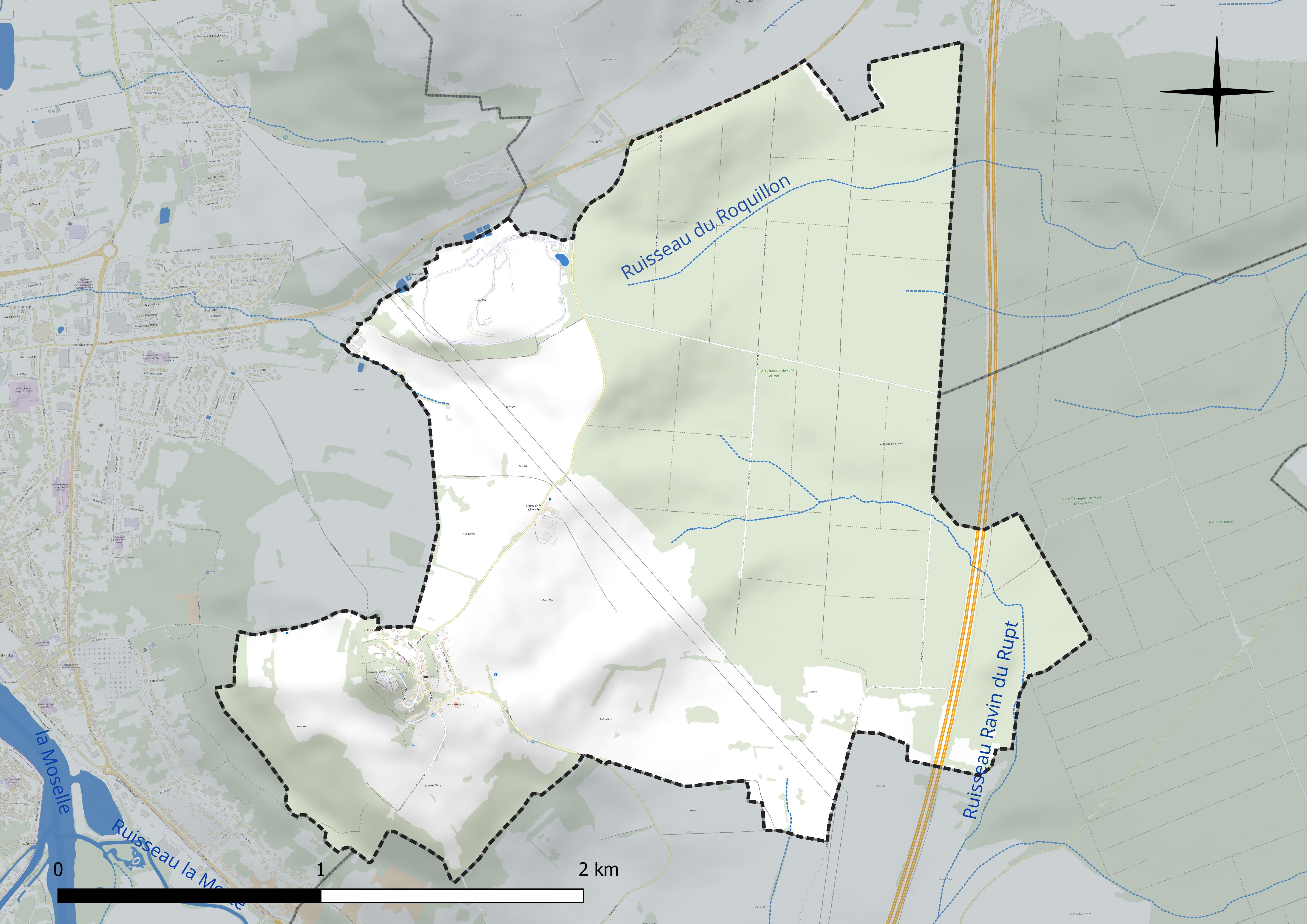
Réseau hydrographique de Mousson.

### Climat
Pour des articles plus généraux, voir Climat du Grand Est et Climat de Meurthe-et-Moselle.
En 2010, le climat de la commune est de type climat des marges montargnardes, selon une étude du Centre national de la recherche scientifique s'appuyant sur une série de données couvrant la période 1971-2000. En 2020, Météo-France publie une typologie des climats de la France métropolitaine dans laquelle la commune est exposée à un climat semi-continental et est dans la région climatique  Lorraine, plateau de Langres, Morvan, caractérisée par un hiver rude (1,5 °C), des vents modérés et des brouillards fréquents en automne et hiver. 
Pour la période 1971-2000, la température annuelle moyenne est de 9,3 °C, avec une amplitude thermique annuelle de 17 °C. Le cumul annuel moyen de précipitations est de 791 mm, avec 12,6 jours de précipitations en janvier et 8,8 jours en juillet. Pour la période 1991-2020, la température moyenne annuelle observée sur la station météorologique de Météo-France la plus proche, « Nonsard », sur la commune de Nonsard-Lamarche à 23 km à vol d'oiseau, est de 10,7 °C et le cumul annuel moyen de précipitations est de 690,8 mm. 
La température maximale relevée sur cette station est de 40,1 °C, atteinte le 25 juillet 2019 ; la température minimale est de −17 °C, atteinte le 1er mars 2005,,. 
Les paramètres climatiques de la commune ont été estimés pour le milieu du siècle (2041-2070) selon différents scénarios d'émission de gaz à effet de serre à partir des nouvelles projections climatiques de référence DRIAS-2020. Ils sont consultables sur un site dédié publié par Météo-France en novembre 2022.

## Urbanisme

### Typologie
Au 1er janvier 2024, Mousson est catégorisée commune rurale à habitat dispersé, selon la nouvelle grille communale de densité à sept niveaux définie par l'Insee en 2022.
Elle est située hors unité urbaine. Par ailleurs la commune fait partie de l'aire d'attraction de Nancy, dont elle est une commune de la couronne,. Cette aire, qui regroupe 353 communes, est catégorisée dans les aires de 200 000 à moins de 700 000 habitants,.

### Occupation des sols
L'occupation des sols de la commune, telle qu'elle ressort de la base de données européenne d’occupation biophysique des sols Corine Land Cover (CLC), est marquée par l'importance des forêts et milieux semi-naturels (57,9 % en 2018), une proportion identique à celle de 1990 (57,9 %). La répartition détaillée en 2018 est la suivante : forêts (57,8 %), terres arables (21,2 %), prairies (16,5 %), mines, décharges et chantiers (4,5 %), milieux à végétation arbustive et/ou herbacée (0,1 %). L'évolution de l’occupation des sols de la commune et de ses infrastructures peut être observée sur les différentes représentations cartographiques du territoire : la carte de Cassini (XVIIIe siècle), la carte d'état-major (1820-1866) et les cartes ou photos aériennes de l'IGN pour la période actuelle (1950 à aujourd'hui).

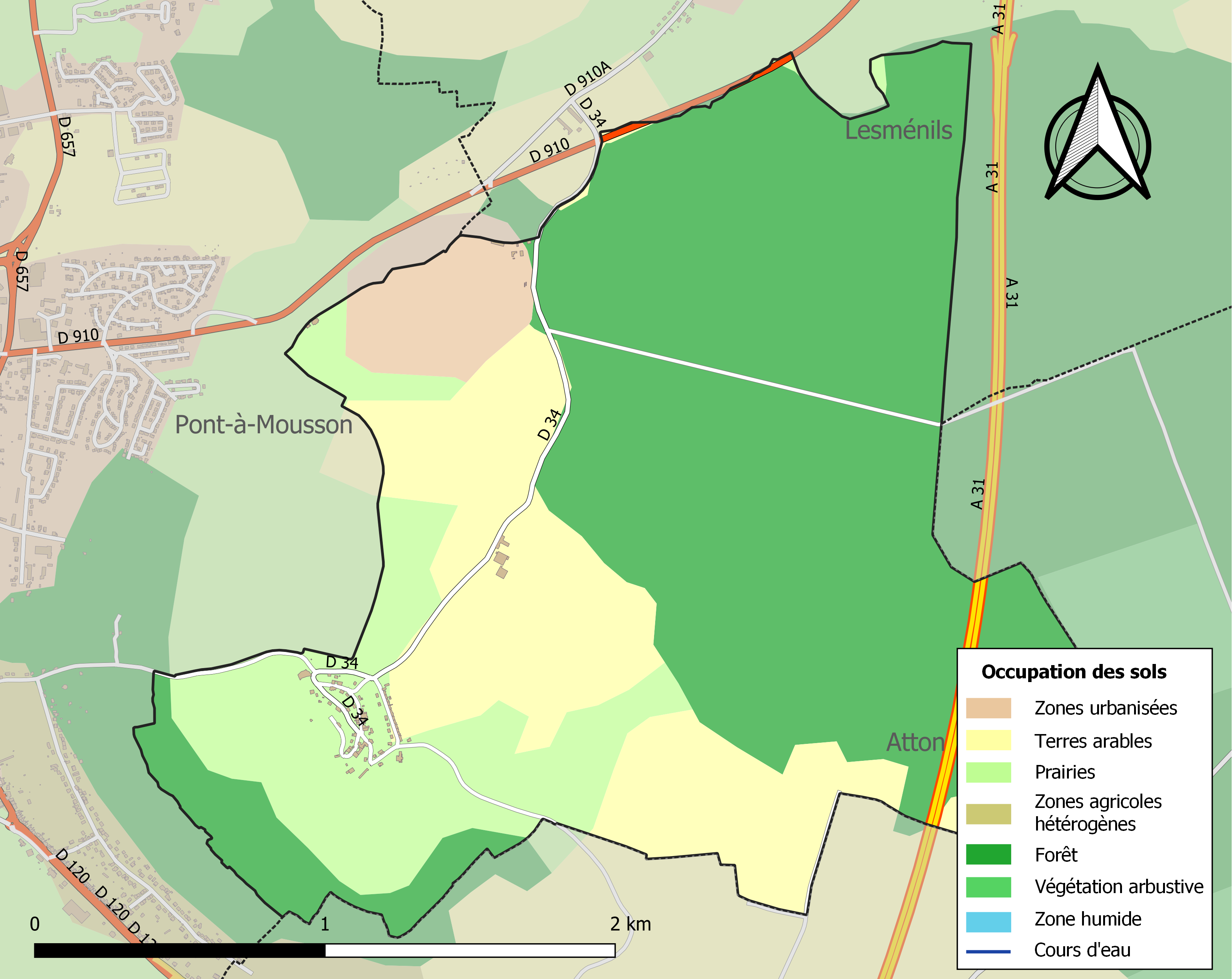
Carte des infrastructures et de l'occupation des sols de la commune en 2018 (CLC).

### Voies de communications et transports

#### Voies routières
- A313 : Échangeurs à Pont à Mousson.
- A31 (aussi appelée autoroute de Lorraine-Bourgogne) : Échangeurs Atton, Lesménils, Belleville.

#### Transports en commun
- Fluo Grand Est.
- Reseau Le Bus

## Toponymie
Le nom de la localité est attesté sous les formes Castrum Montionis (896-905) ; Montiacum, Montio (1078-1093) ; Ulricus Moncionis (1175-1181) ; Th. comte de Monçon (1191) ; Monzuns (1211) ; Monçons (1243) ; Moussons (1261) ; priorei de Moussons (1333) ; Monsson (1387) ; Montson (1422) ; Monso (1449) ; Archipresbyteratus de Montione (1539) ; P. prévos de Monsons (1287) ; La prévostei de Monsons (1316) ; La chastellenie de Moussons (1338).
Castrum Montionis puis Mouçon, de montis (colline pointue), ou bien une origine liée au nom de la Moselle (la petite Meuse), comme Mouzon avec la Meuse. Il s'agit le plus souvent d'un toponyme désignant un lieu humide, où pousse la mousse.

## Histoire

### Antiquité
Les signes de la présence d'un castrum romain ont été retrouvés au sommet de la butte. La colline de Mousson, dominant la Moselle, fut un camp retranché romain destiné à protéger la voie romaine, probablement construit sur les restes d'un oppidum médiomatrique assiégé et détruit. Ce fut ensuite une forteresse des rois d'Austrasie.
Le château, lui-même aujourd'hui pratiquement rasé, a été construit au Moyen-Age par les comtes de Bar sur les ruines et avec les pierres du camp romain. Les troupes d'Attila seraient passées par la vallée de la Moselle et le chef des Huns, avant de se diriger vers Metz, aurait noté l'importance stratégique de la colline.

### Moyen-Âge
On a retrouvé sur le site du village un ancien cimetière mérovingien, signe d'un peuplement ancien.La seigneurie de Mousson appartint dès le Xe siècle aux comtes de Bar qui en font une place forte, la butte dominant le territoire, dès la fin du premier millénaire, donc bien avant la construction de Pont-à-Mousson au XIIIe siècle.
Le Pape Jean XV appelle les évêques français et allemands pour un concile a Mousson.
Le château était situé sur position stratégique évidente, puisqu'il contrôlait un des rares ponts construits sur la Moselle entre Nancy et Metz. Une ville se développa autour de ce pont, et fut nommée Pont-à-Mousson.
Le bourg de Mousson au pied du château bénéficie d'une enceinte fortifiée, construite à une date qui ne remonte pas avant 1261.

### Renaissance
Le magasin aux poudres explose en 1492, ce qui met à mal le château, qui sera reconstruit et restauré au XVIe siècle. Il est ensuite arasé sur ordre de Richelieu, en 1633.
En juin 1639, l'armée impériale d'Ottavio Piccolomini fait le siège de Mousson, puis est contrainte de lever le siège.

### XXesiècle
Pendant la Seconde Guerre mondiale, la colline de Mousson est le théâtre de plusieurs combats lors de la reprise de la ville par les Alliés. Une stèle rend hommage au général Américain Edmund Searby, tombé le 14 septembre 1944, lors d'une contre-attaque allemande.

## Politique et administration

### Budget et fiscalité 2022

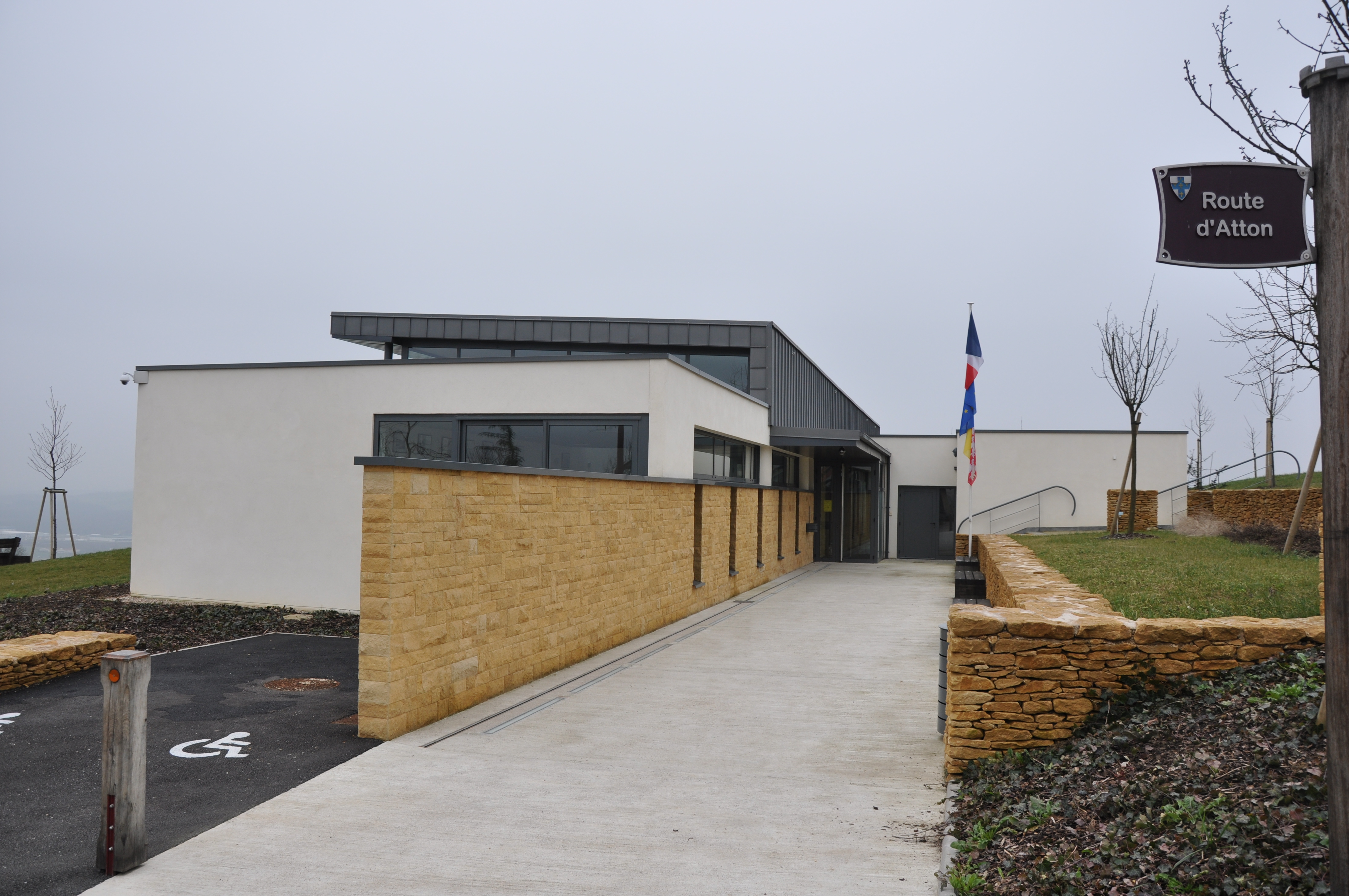
Mairie.

En 2022, le budget de la commune était constitué ainsi :
- total des produits de fonctionnement : 211 000 €, soit 2 028 € par habitant ;
- total des charges de fonctionnement : 215 000 €, soit 2 071 € par habitant ;
- total des ressources d'investissement : 165 000 €, soit 1 588 € par habitant ;
- total des emplois d'investissement : 54 000 €, soit 521 € par habitant ;
- endettement : 353 000 €, soit 3 398 € par habitant.

Avec les taux de fiscalité suivants :
- taxe d'habitation : 16,60 % ;
- taxe foncière sur les propriétés bâties : 30,54 % ;
- taxe foncière sur les propriétés non bâties : 32,19 % ;
- taxe additionnelle à la taxe foncière sur les propriétés non bâties : 0,00 % ;
- cotisation foncière des entreprises : 0,00 %.

Chiffres clés Revenus et pauvreté des ménages en 2021 : médiane en 2021 du revenu disponible, par unité de consommation.

### Liste des maires
| Période                                  | Période  | Identité      | Étiquette | Qualité |
| ---------------------------------------- | -------- | ------------- | --------- | ------- |
| Les données manquantes sont à compléter. |          |               |           |         |
| 3 juillet 2020                           | En cours | Fabrice César |           |         |

## Population et société

### Démographie

#### Évolution démographique
L'évolution du nombre d'habitants est connue à travers les recensements de la population effectués dans la commune depuis 1793. Pour les communes de moins de 10 000 habitants, une enquête de recensement portant sur toute la population est réalisée tous les cinq ans, les populations de référence des années intermédiaires étant quant à elles estimées par interpolation ou extrapolation. Pour la commune, le premier recensement exhaustif entrant dans le cadre du nouveau dispositif a été réalisé en 2006.

En 2022, la commune comptait 102 habitants, en évolution de −3,77 % par rapport à 2016 (Meurthe-et-Moselle : −0,13 %, France hors Mayotte : +2,11 %).
| 1793 | 1800 | 1806 | 1821 | 1831 | 1836 | 1841 | 1846 | 1851 |
| ---- | ---- | ---- | ---- | ---- | ---- | ---- | ---- | ---- |
| 200  | 202  | 264  | 228  | 223  | 217  | 209  | 208  | 220  |

| 1856 | 1861 | 1872 | 1876 | 1881 | 1886 | 1891 | 1896 | 1901 |
| ---- | ---- | ---- | ---- | ---- | ---- | ---- | ---- | ---- |
| 190  | 191  | 169  | 167  | 178  | 187  | 165  | 170  | 148  |

| 1906 | 1911 | 1921 | 1926 | 1931 | 1936 | 1946 | 1954 | 1962 |
| ---- | ---- | ---- | ---- | ---- | ---- | ---- | ---- | ---- |
| 164  | 159  | 93   | 89   | 97   | 81   | 29   | 106  | 164  |

| 1968 | 1975 | 1982 | 1990 | 1999 | 2006 | 2011 | 2016 | 2021 |
| ---- | ---- | ---- | ---- | ---- | ---- | ---- | ---- | ---- |
| 173  | 136  | 162  | 144  | 143  | 127  | 121  | 106  | 102  |

| 2022 | - | - | - | - | - | - | - | - |
| ---- | - | - | - | - | - | - | - | - |
| 102  | - | - | - | - | - | - | - | - |

### Enseignement
Établissements d'enseignements :
- Écoles maternelles et primaires à Pont-à-Mousson, Atton, Lesménils.
- Collèges à Pont-à-Mousson, Blénod-lès-Pont-à-Mousson, Dieulouard, Pagny-sur-Moselle.
- Lycées à Pont-à-Mousson, Pompey, Marly.

### Santé
Professionnels et établissements de santé :
- Médecins à Atton, Pont-à-Mousson, Blénod-lès-Pont-à-Mousson.
- Pharmacies à Pont-à-Mousson, Blénod-lès-Pont-à-Mousson.
- Hôpitaux à Pont-à-Mousson, Faulx, Pompey.

### Cultes
- Culte catholique, Paroisse Saint Pierre Fourier en Pays Mussipontain[30], Diocèse de Nancy.

## Économie

### Entreprises et commerces

#### Agriculture
- Culture et élevage associés.
- Élevage d'autres bovins et de buffles.
- Élevage d'autres animaux.

#### Tourisme
- Hébergements et restauration à Pont-à-Mousson, Marieulles, Féy.

#### Commerces
- Commerces et services de proximité à Pont-à-Mousson, Atton.

## Culture locale et patrimoine

### Lieux et monuments

#### Édifices civils

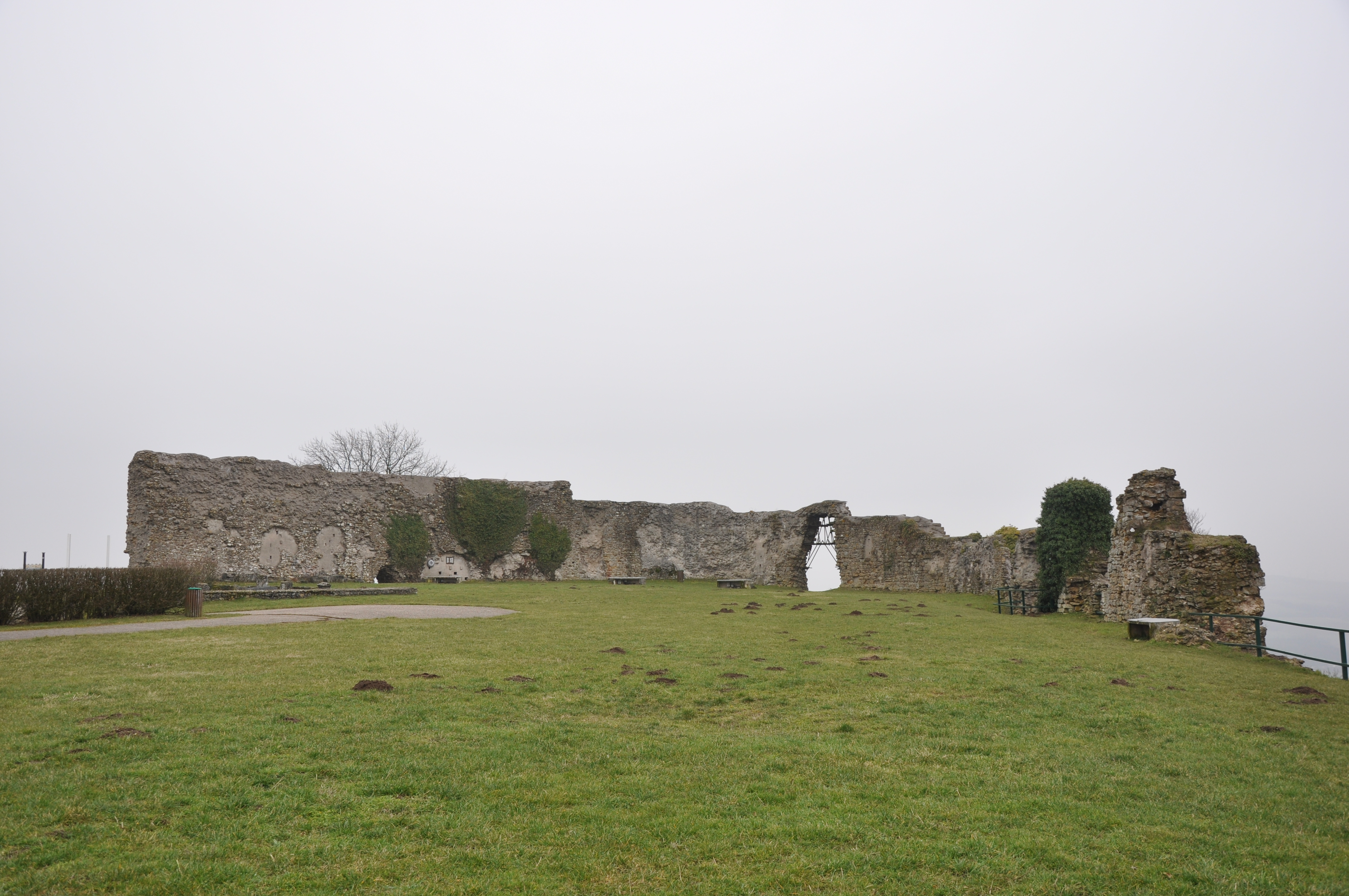
Château de Mousson.
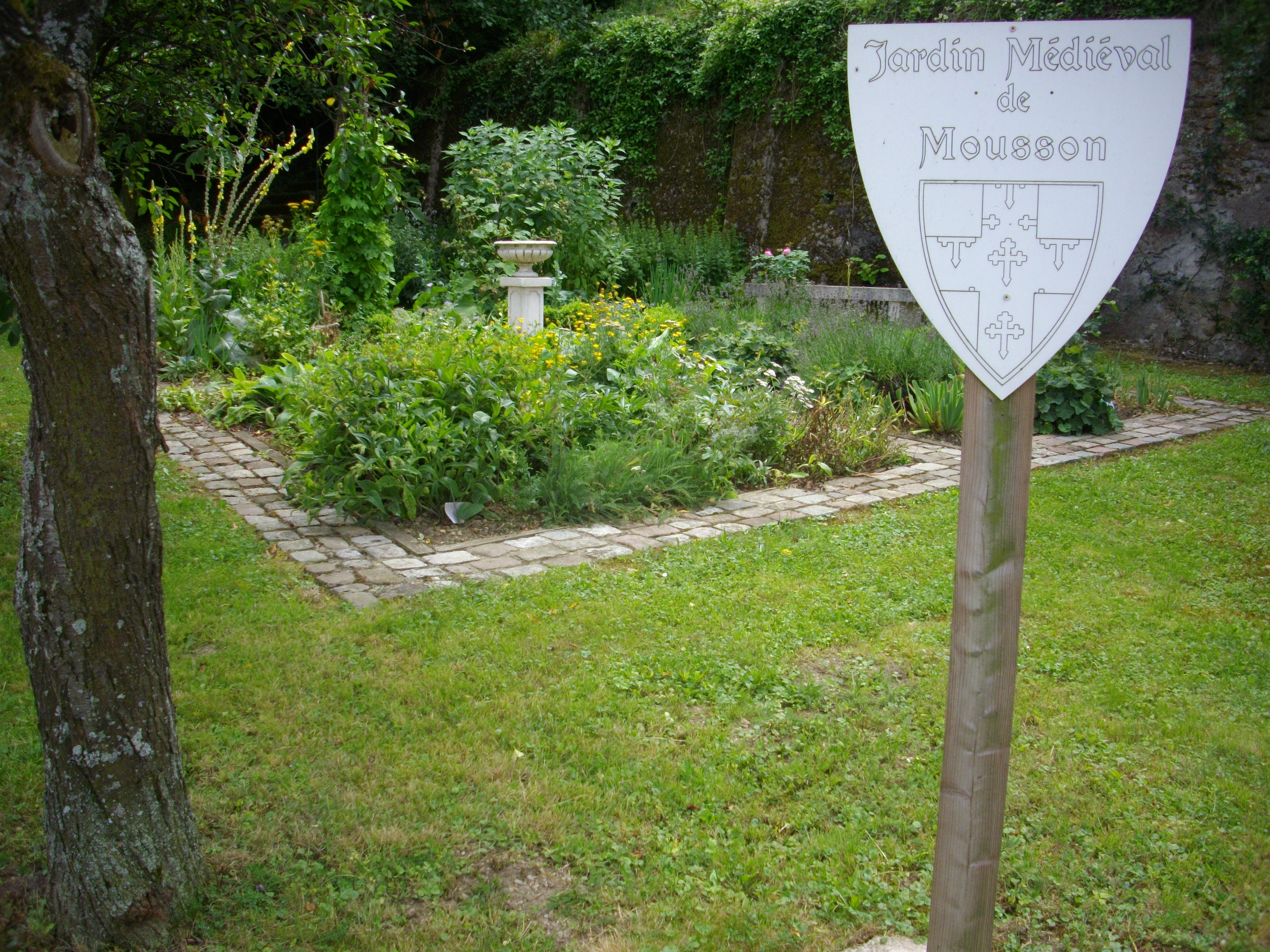
Jardin médiéval.
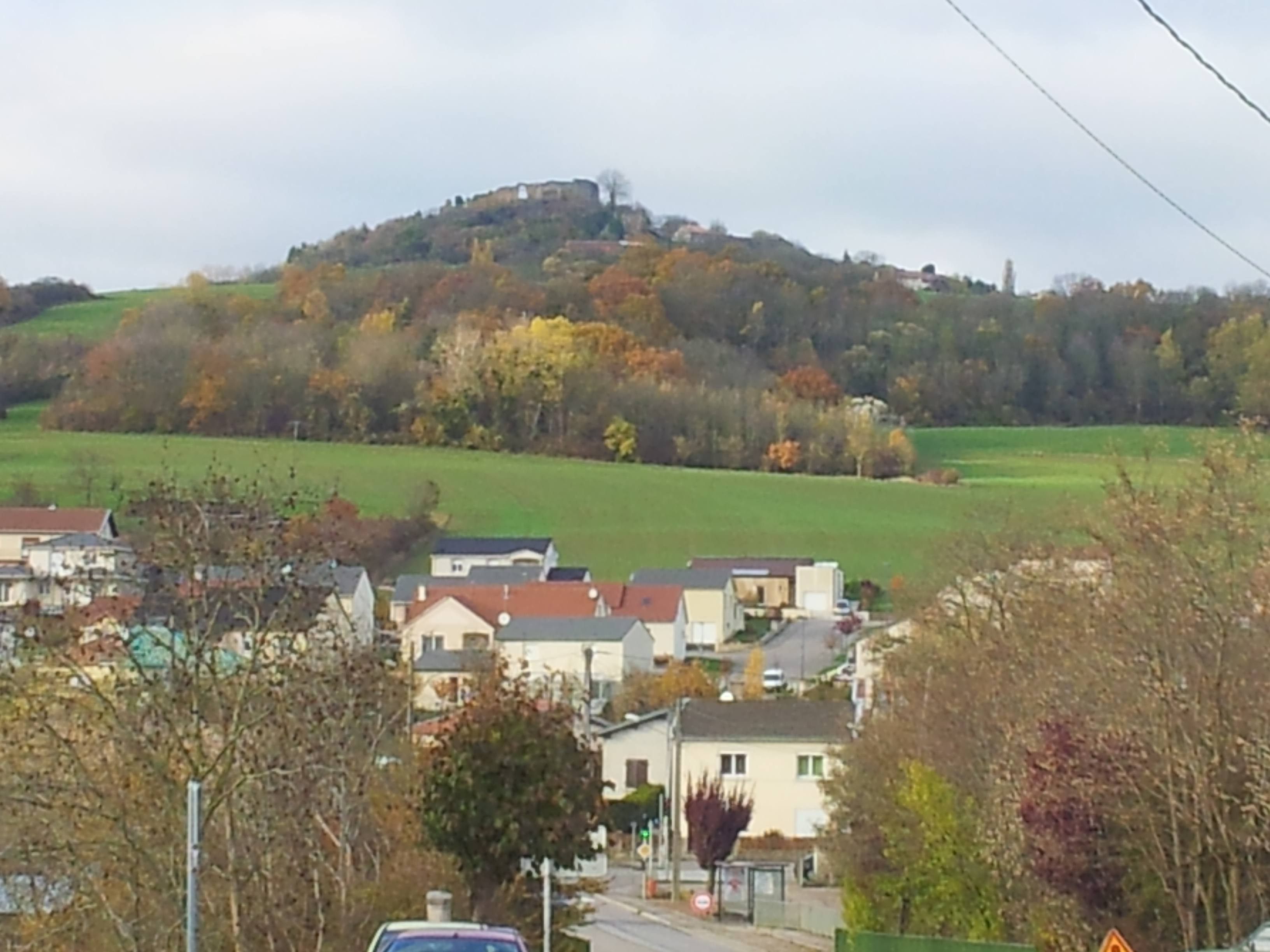
La colline de Mousson, butte-témoin des côtes de Moselle, en partie sur le territoire de la commune.
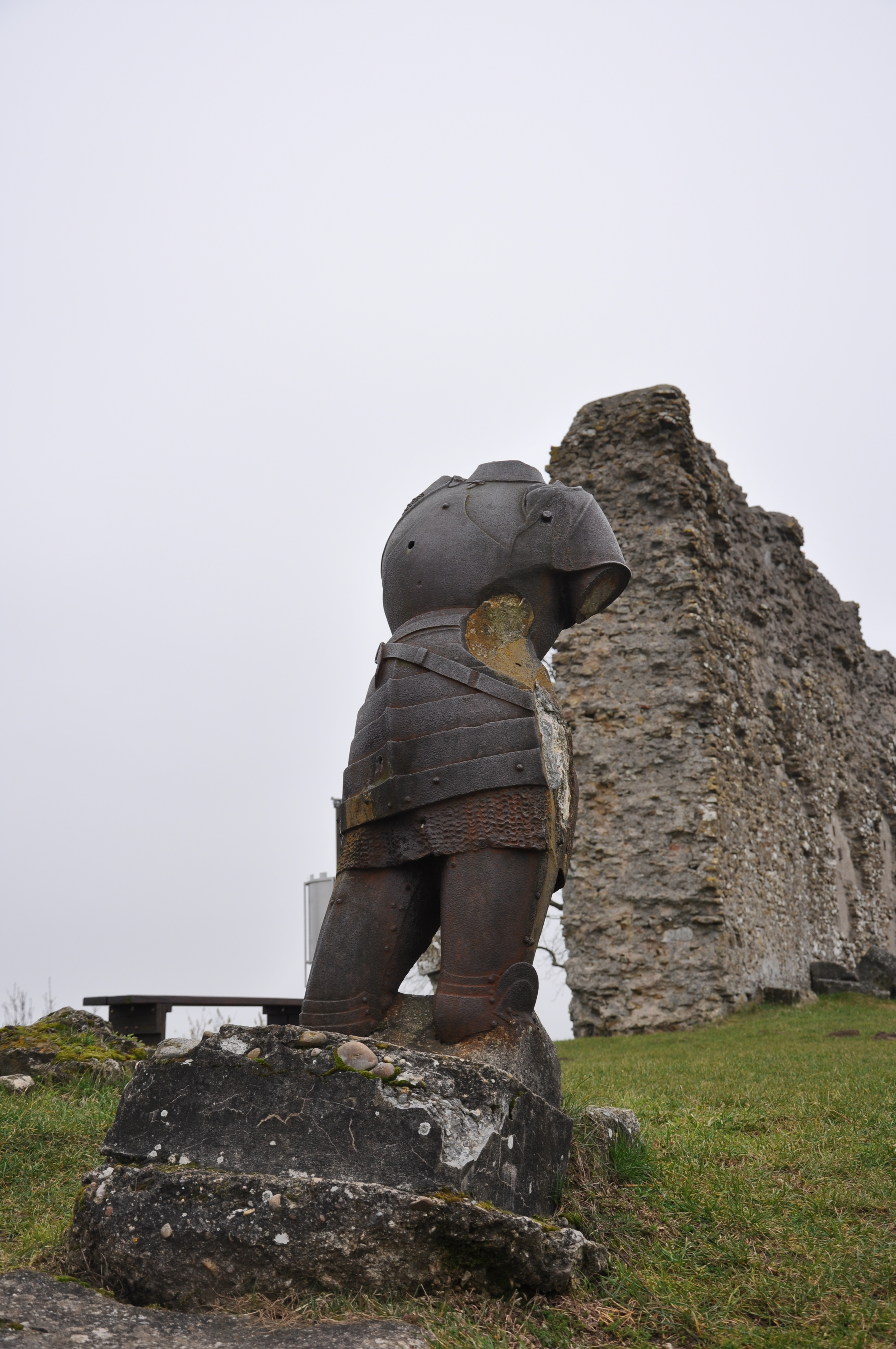
Jeanne d'Arc.

- Vestiges de voie romaine Lyon à Trèves.
- Existence d'un castrum romain, "Mussum", sur la butte qui dominait la vallée de la Moselle.
- Ruines d'enceinte et du château, classées au titre des monuments historiques par arrêté du 11 avril 1932 : pans de murs du donjon "la Grosse Tour"[31]. Rasé en 948 par le duc de Lorraine, reconstruit et agrandi par les comtes de Bar aux XIIe et XIIIe siècles ; assiégé en 1476 par Charles le Téméraire ; démantelé en 1635 sur l'ordre de Richelieu ; rasé en 1944 par un bombardement et des bulldozers.

- Diverses fortifications souterraines de 1914.
- Monuments commémoratifs[32],[33].

#### Édifices religieux
- Église de l'Assomption, reconstruite après 1944, remplace l'église d'origine romane, avec fonts baptismaux XIIe siècle, un des plus intéressants morceaux de statuaire romane de la région[34].
- Chapelle de Lumière en fer et verre, sur le site de l'ancienne chapelle castrale rasée en 1944[35],[36].
- Ruines de l'ancienne église fortifiée XIIIe siècle des templiers.
- Ruines de la chapelle castrale[37].

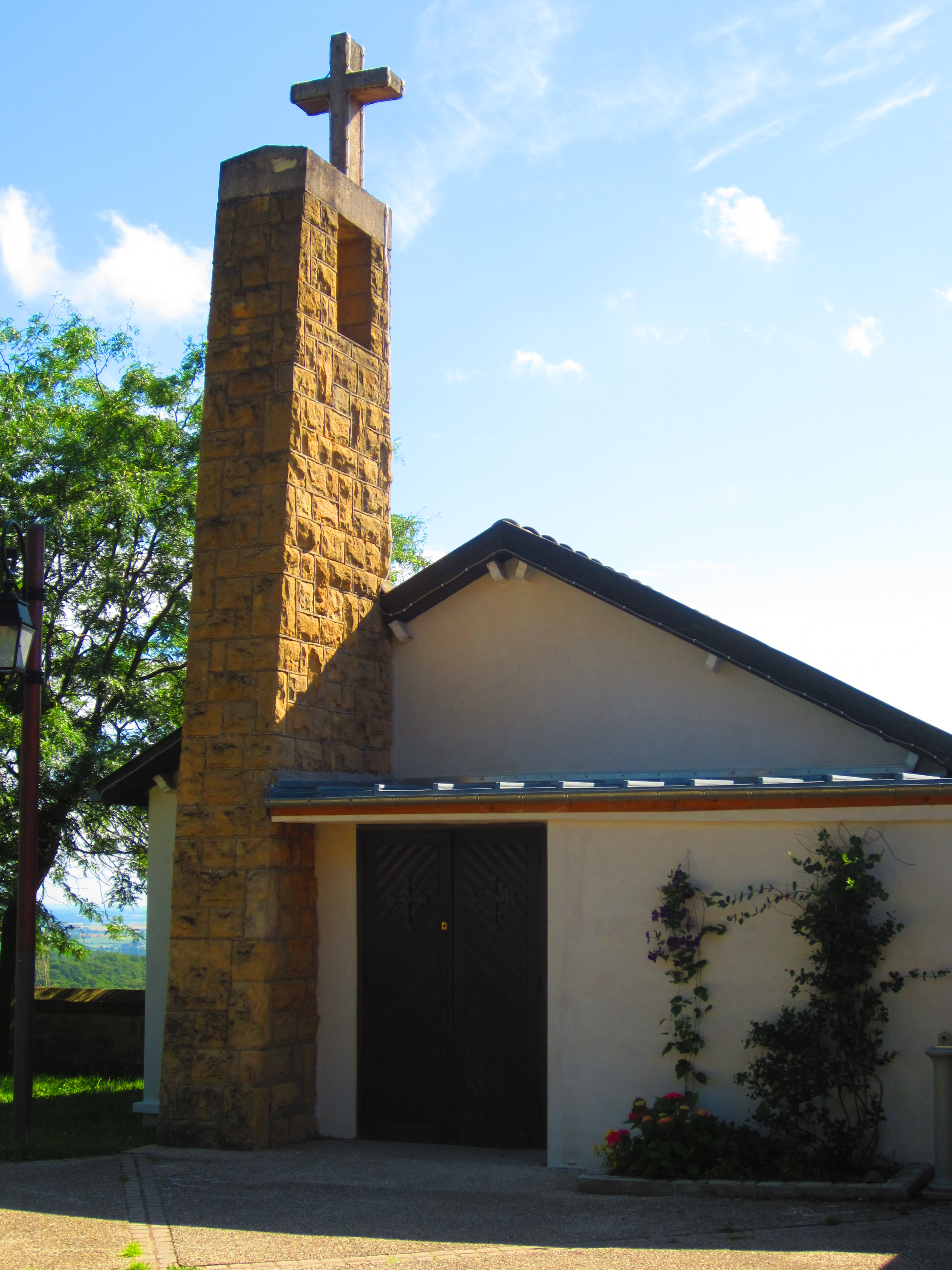
Église de l'Assomption.
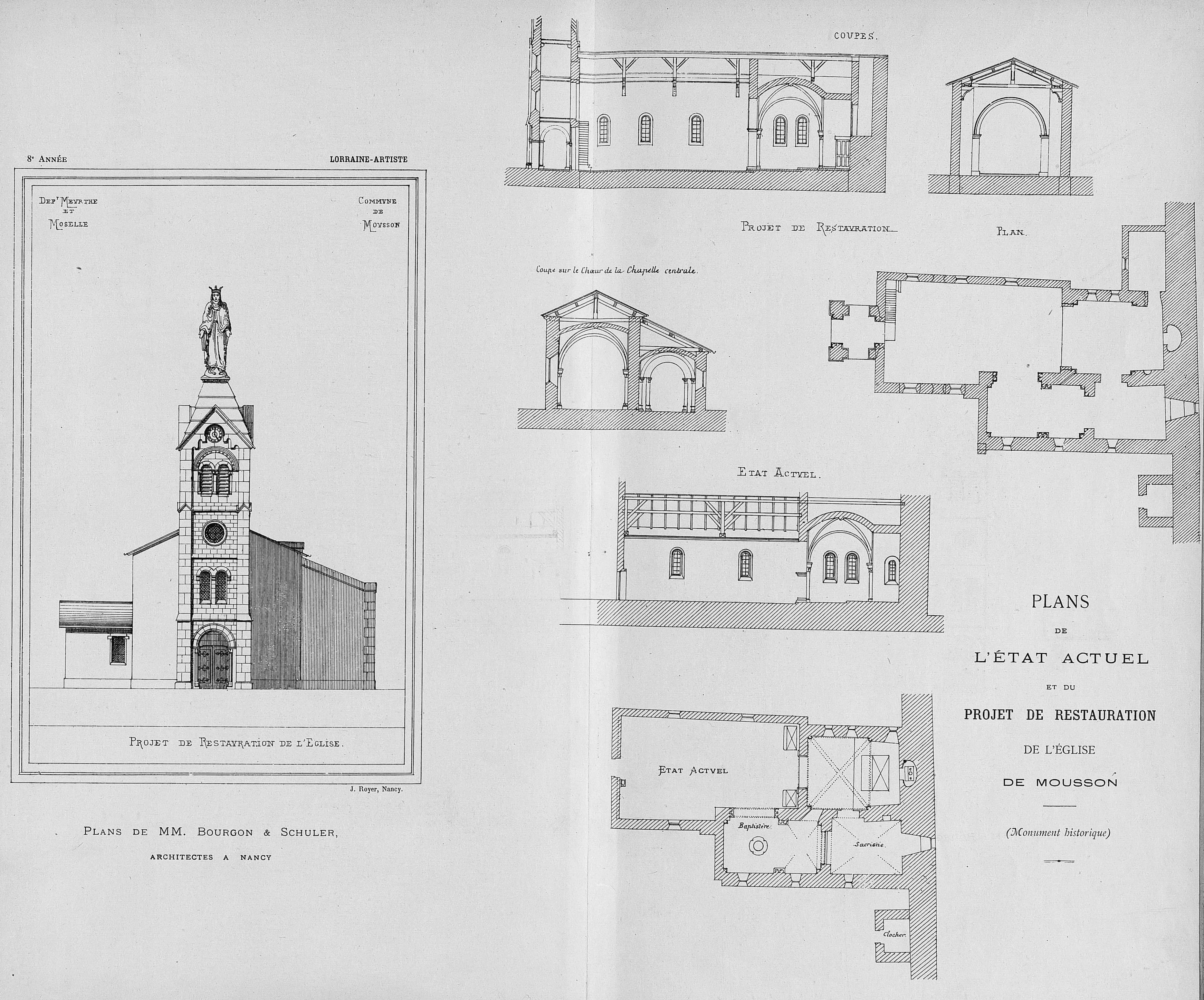
Plans de l'état actuel et du projet de restauration de l'église de Mousson.
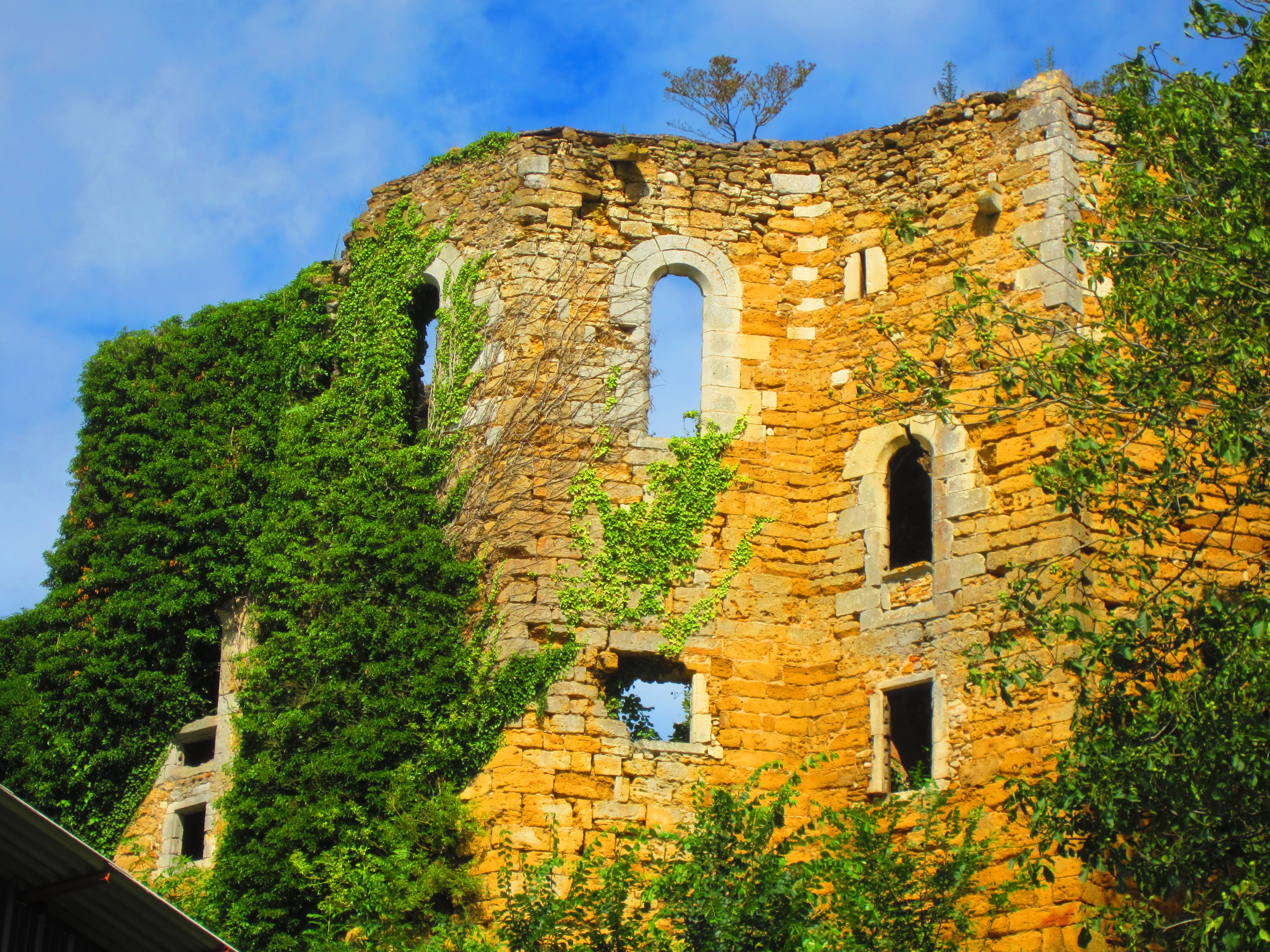
Ruines de l'église des templiers.
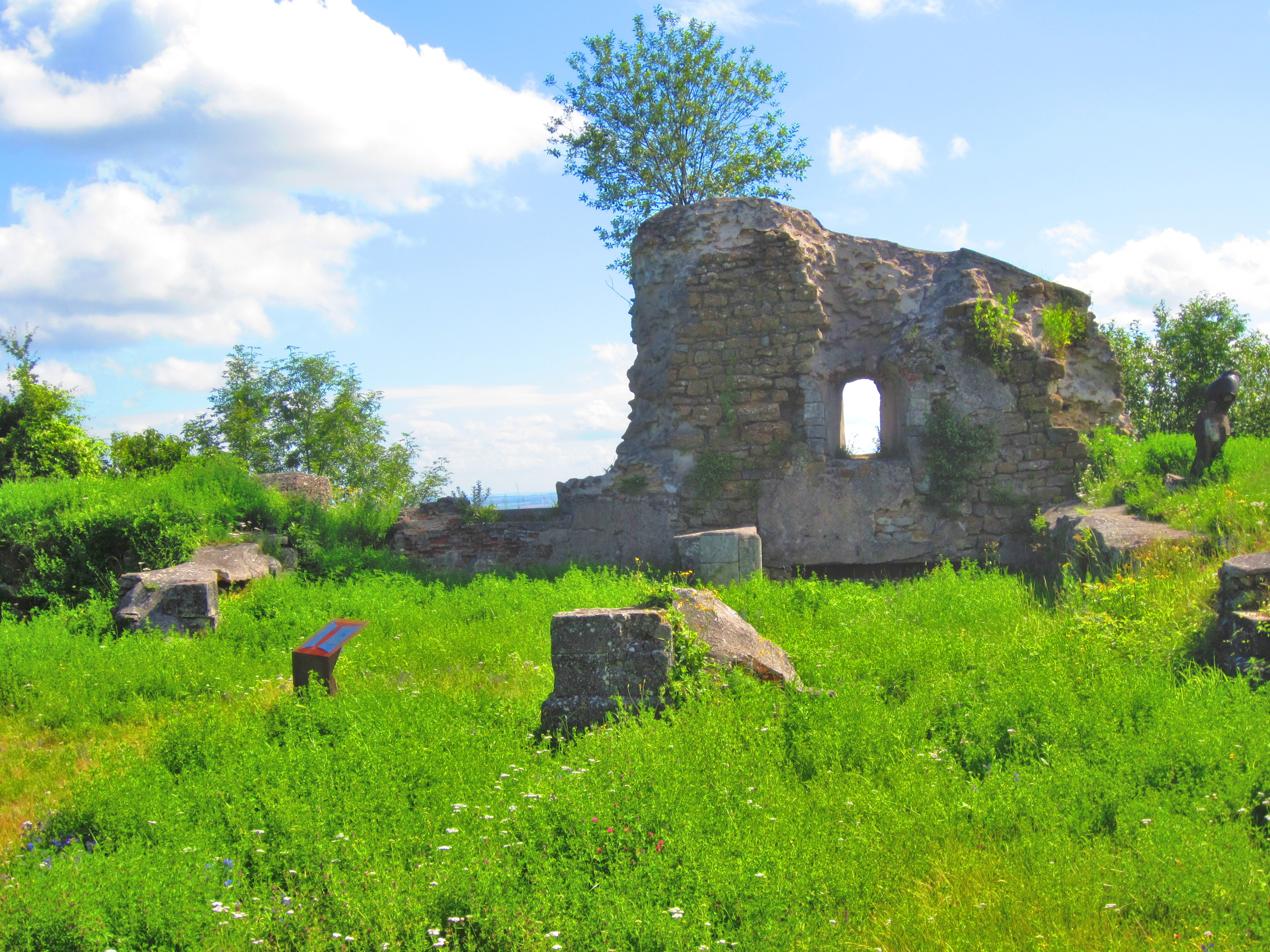
Ruines de la chapelle castrale.
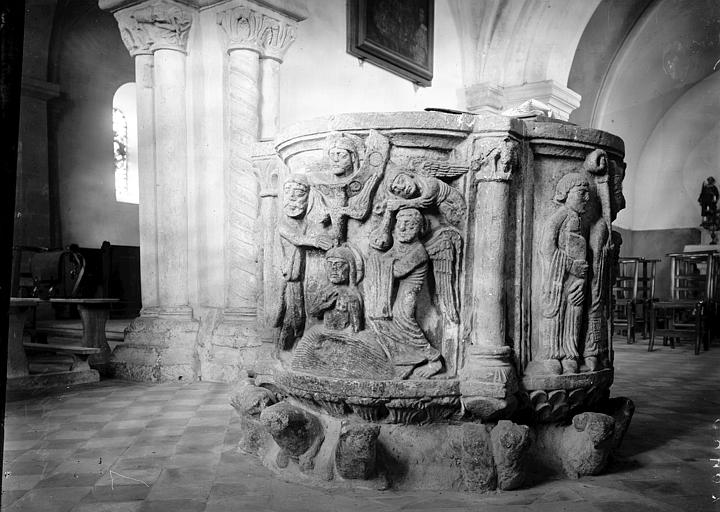
Fonts baptismaux. Le baptême du Christ.
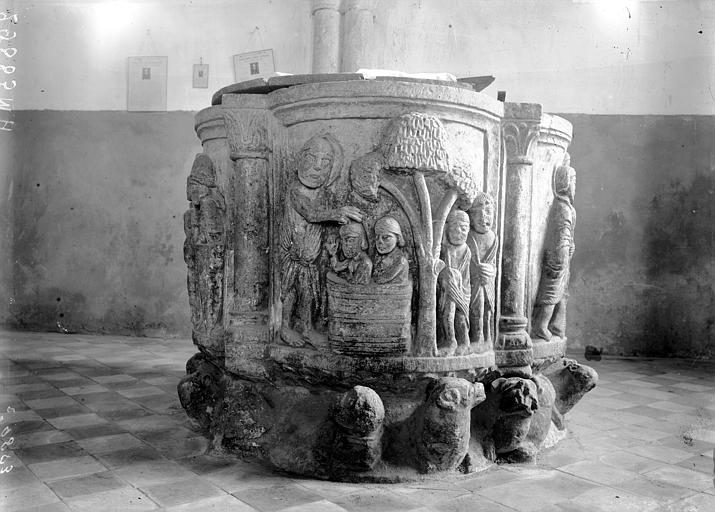
Fonts baptismaux. Saint Jean-Baptiste baptisant deux personnes dans une cuve.

### Personnalités liées à la commune
- Renaud Ier, comte de Bar et seigneur de Mousson, mort en 1149 au retour de la deuxième croisade.

### Vie associative
Les associations à Mousson sont très présentes : L'Association de Jeunes de Mousson, Les Amis du Vieux Mousson et Vie à Mousson.

#### L'Association des Jeunes de Mousson
Cette association a pour but de rassembler les Mussiniens autour d'activités culturelles et conviviale, telles que des sorties au cinéma, dans des parcs d'attractions, etc. Cette association organise aussi de nombreux évènements tels que des brocantes ou des ventes de jouets.

### Héraldique, logotype et devise
| Blason de Mousson | Blason  | D'argent à la croix d'azur semée de croisettes recroisetées au pied fiché d'or. |
| Blason de Mousson | Détails | Le blason est « d’argent, à une croix d’azur semée de croix recroisetées au pied fiché d’or ». L'azur semé de croix recroisetées au pied fiché d’or vient des armes des comtes de Bar et de Mousson. Le statut officiel du blason reste à déterminer. |